# Bergsvikt
Bergslagsvikt, Bergsvikt, Bergs- och hammarvikt var ett viktsystem för vägning av bergsprodukter i bergslagerna, som upphörde att tillämpas 1863 i samband med övergången till decimalsystemet. Ett skeppund bergsvikt (150 kilogram) var 20 pund, 1 pund bergsvikt (7,5 kilogram) var 20 marker. 
Enligt av regeringen under 1660-talet utfärdade instruktioner skulle bergsvikt för ifrågavarande ändamål gälla även i städerna Falun, Hedemora, Säter, Lindesberg, Nora, Filipstad, Karlstad, Kristinehamn och Örebro. Systemet är ett led i proportionerade överviktssystem, som fastslogs i Johan III:s fogdeinstruktion för järnbergslagen av år 1583 och sedan bekräftades upprepade gånger. När ett skeppund stångjärn vägdes i exporthamnen (till exempel på stora järnvågen i Stockholm), skulle det i förhållande till den på produktionsorten åsatta vikten visa en övervikt av 2 lispund; avsikten var att man med övervikten skulle täcka transportkostnaderna till exporthamnen och sålunda kunna sätta samma pris på skeppundet bergsvikt och skeppundet stapelstadsvikt. Ett skeppund bergsvikt skulle sålunda väga lika mycket som 22 lispund stapelstadsvikt men härtill kom ett remedium för viktlödjornas slitning av 2 marker, vilka kallades för slitningsmarkerna.
Viktlödjorna var från 1730-talet till skillnad från viktualieviktens vikter sexkantiga och stämplade med trekantiga stämplar.